# 토아마시나주

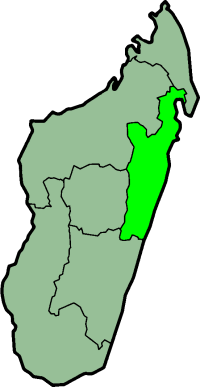
토아마시나주

토아마시나주(Toamasina)는 마다가스카르의 주로, 주도는 토아마시나이며 면적은 71,911km2, 인구는 2,855,600명(2004년 기준)이다. 북쪽으로는 안치라나나주, 북서쪽으로는 마하장가주와 인접해 있으며 남서쪽으로는 안타나나리보주, 남쪽으로는 피아나란초아주와 인접해 있다.

## 행정 구역
| 1. 암바톤드라자카구 2. 암파라파라볼라구 3. 안딜라메나구 4. 아노시베안알라구 5. 안타남바오마남포치구 6. 페노아리보아치나나나구 7. 마하노로구 8. 마나나라아바라트라구 9. 마로안체트라구 10. 마롤람보구 11. 모라망가구 12. 노시보라하구(생트마리섬) 13. 소아니에라나이봉고구 14. 제2토아마시나구 15. 토아마시나 16. 바토만드리구 17. 바바테니나구 18. 보히비나니구 |